# Шевченко Іван Іванович (партійний діяч)
Іван Іванович Шевченко (лютий 1905 — квітень 1983, місто Київ) — український радянський партійний діяч, заступник секретаря ЦК КП(б)У із чорної металургії.

## Життєпис
Член ВКП(б).
Перебував на відповідальній партійній роботі в апараті ЦК КП(б)У.
У 1944—1945 роках — в.о. завідувача відділу металургійної промисловості ЦК КП(б)У. На 1944—1945 роки — в.о. заступника секретаря ЦК КП(б)У із чорної металургії.
До 1948 року працював завідувачем сектору металургії, заступником завідувача відділу металургійної промисловості ЦК КП(б)У.
На 1952 — червень 1953 року — заступник завідувача відділу важкої промисловості ЦК КП(б)У.
З червня 1953 по серпень 1954 року — заступник завідувача промислово-транспортного відділу ЦК КПУ.
З вересня 1954 — після 1967 року — заступник завідувача відділу важкої промисловості ЦК КПУ.
У 1970-х роках — на пенсії в місті Києві.
Помер у квітні 1983 року в Києві

## Нагороди
- ордени
- медалі
- Почесна грамота Президії Верховної Ради Української РСР (24.02.1965)